# Harbin Aircraft Industry Group
Harbin Aircraft Industry Group («Харбинская авиастроительная группа», сокращённо HAIG или Hafei) — китайская авиастроительная корпорация, дочернее предприятие государственного холдинга AVIC. Специализируется на разработке и производстве гражданских и военных самолётов и вертолётов, а также гидросамолётов, беспилотных летательных аппаратов и авиадеталей. Штаб-квартира и производственные мощности базируются в харбинском районе Пинфан. 

## История
Компания основана в 1952 году как авиаремонтный завод № 1, который располагался на территории бывшей компании Manshū Koku Hikōki. В 1958 году в Харбине начали выпускать Harbin Z-5 (лицензионную копию советского вертолёта Ми-4), а в 1966 году — Harbin H-5 (копию советского самолёта Ил-28). В 1969 году в производство был запущен Harbin Z-6 (обновлённая версия Harbin Z-5). В 1975 году начался выпуск собственной модели Harbin Y-11, а в 1982 году — Harbin Y-12. 
В 2004 — 2016 годах Harbin Aircraft Industry Group совместно с бразильской компанией Embraer собирал в Харбине региональный пассажирский самолёт Embraer ERJ 145 и самолёт бизнес-класса Embraer Legacy 650. В 2009 году Harbin Aircraft Industry Group передала свои дочерние автомобильные компании Hafei Motor и Dongan Auto Engine государственной корпорации Changan Automobile Group (взамен AVIC получила 23 % акций в укрупнённой Changan Automobile Group).

## Продукция
- Многоцелевой вертолёт Harbin Z-9
- Многоцелевой вертолёт Harbin Z-15
- Многоцелевой вертолёт Harbin Z-20
- Многоцелевой вертолёт HC120
- Ударный вертолёт Harbin Z-19
- Самолёт-амфибия Harbin SH-5
- Противолодочный самолёт Harbin PS-5
- Транспортный самолёт Harbin Y-11
- Пассажирский и транспортный самолёт Harbin Y-12
- Разведывательный беспилотный летательный аппарат Harbin BZK-005[6]
- Детали для самолётов Airbus A320 и Airbus A350 XWB[7]
- Детали для самолётов Boeing 787 Dreamliner[8]

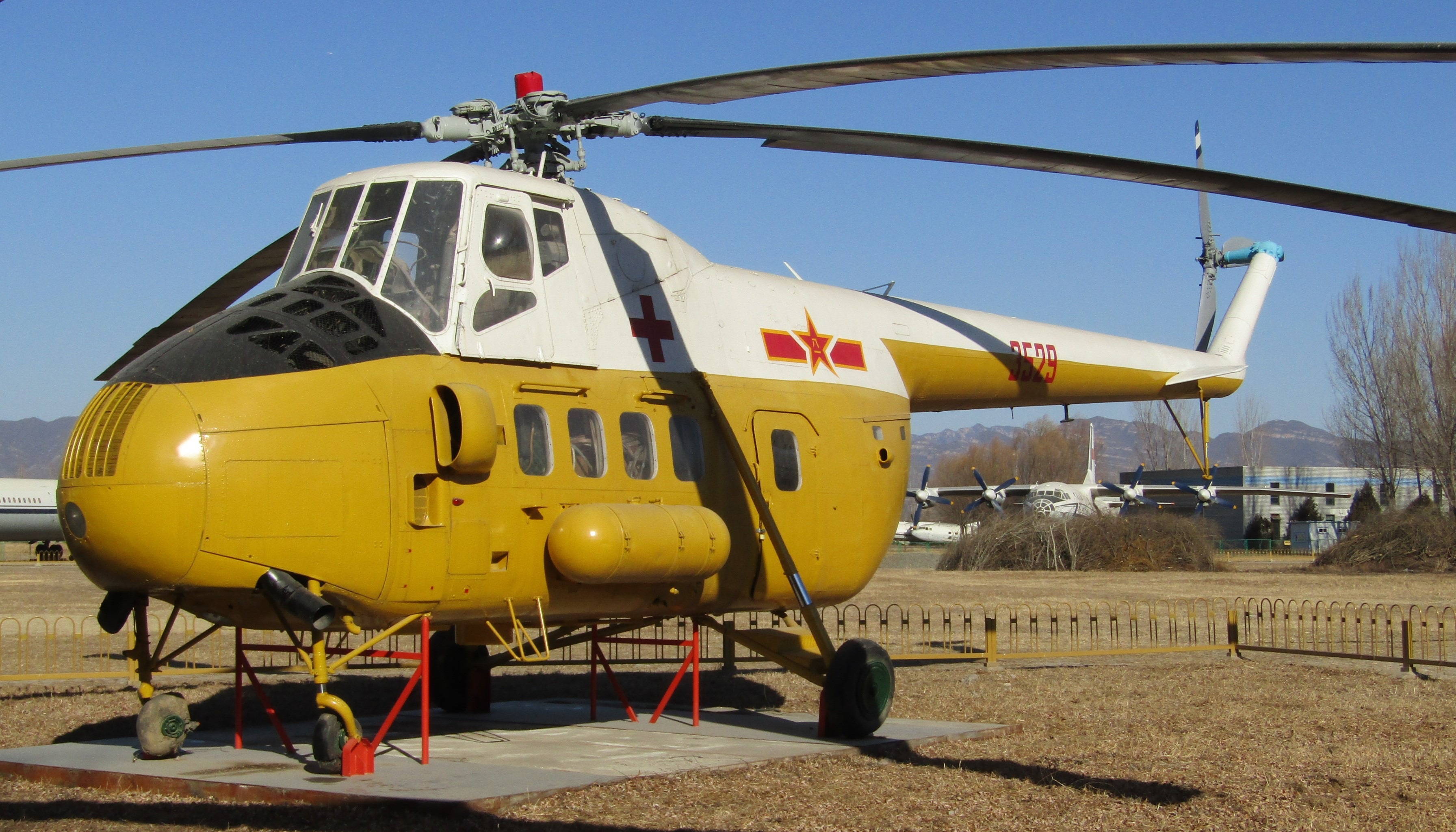
Harbin Z-5
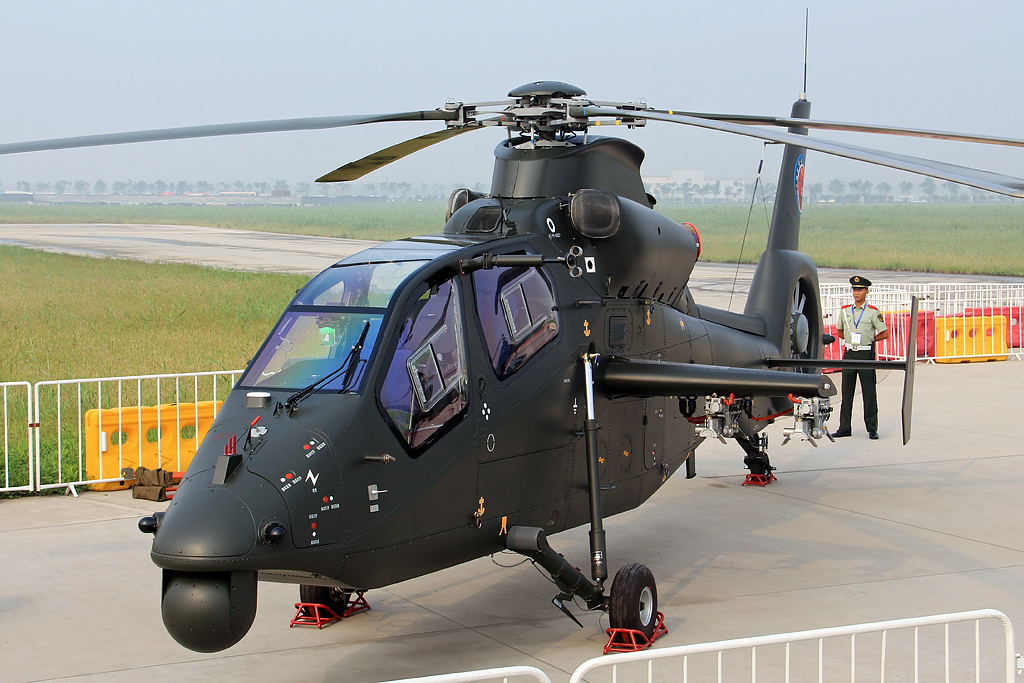
Harbin Z-19
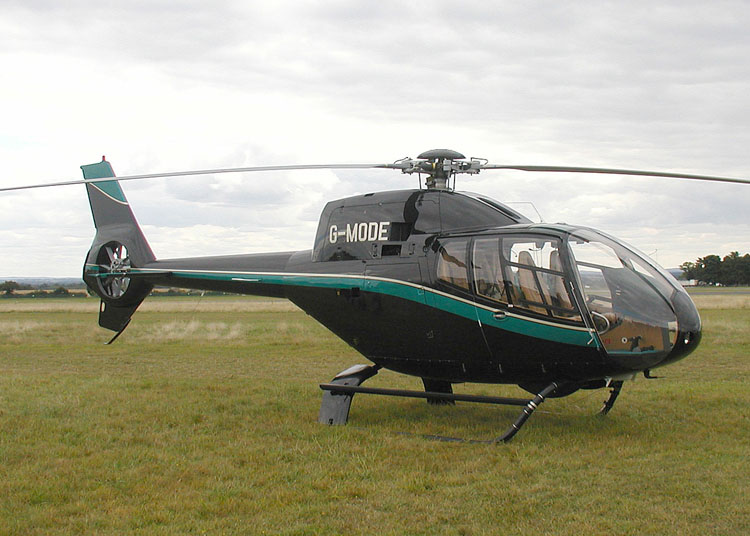
HC120
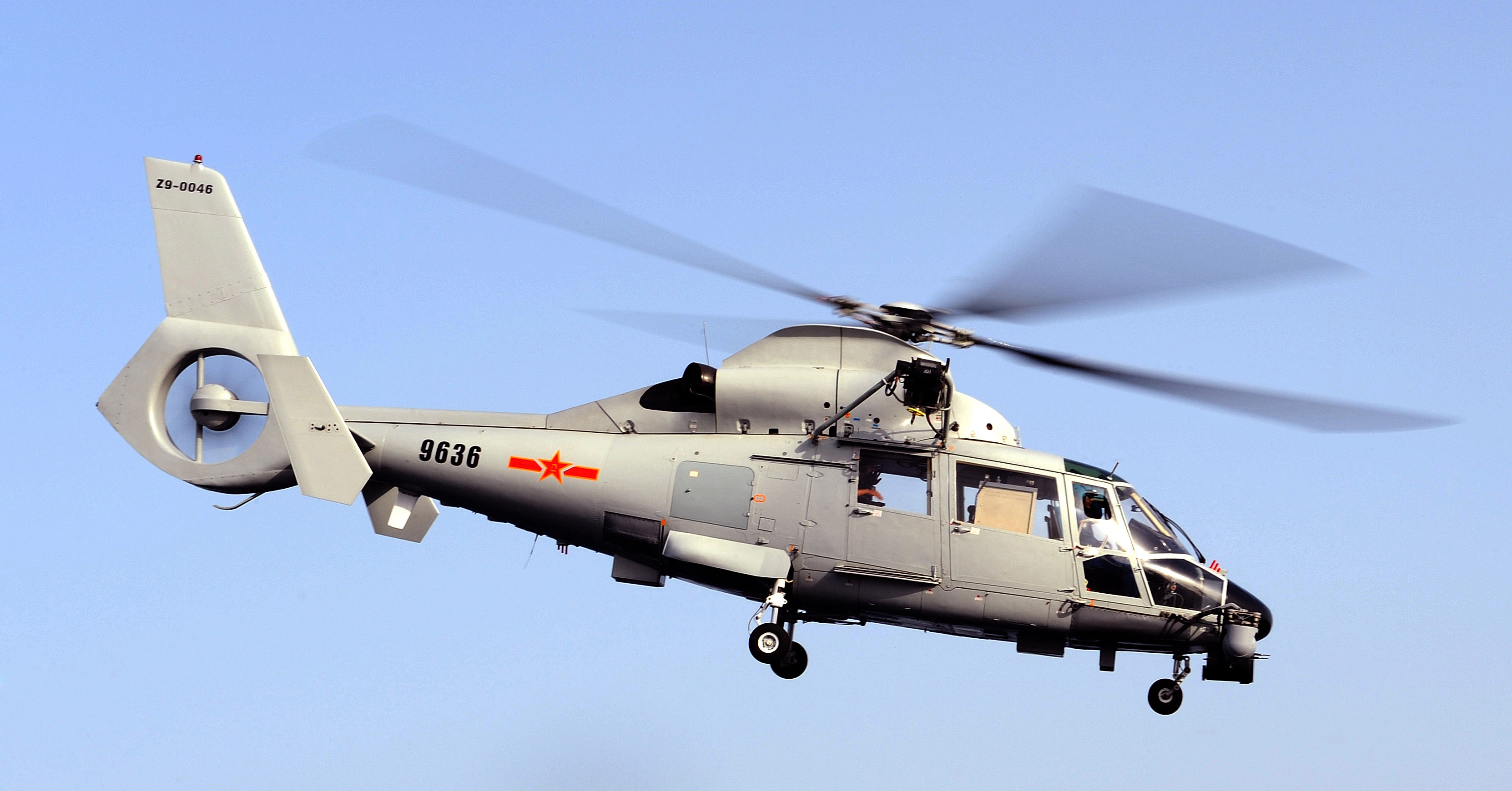
Harbin Z-9
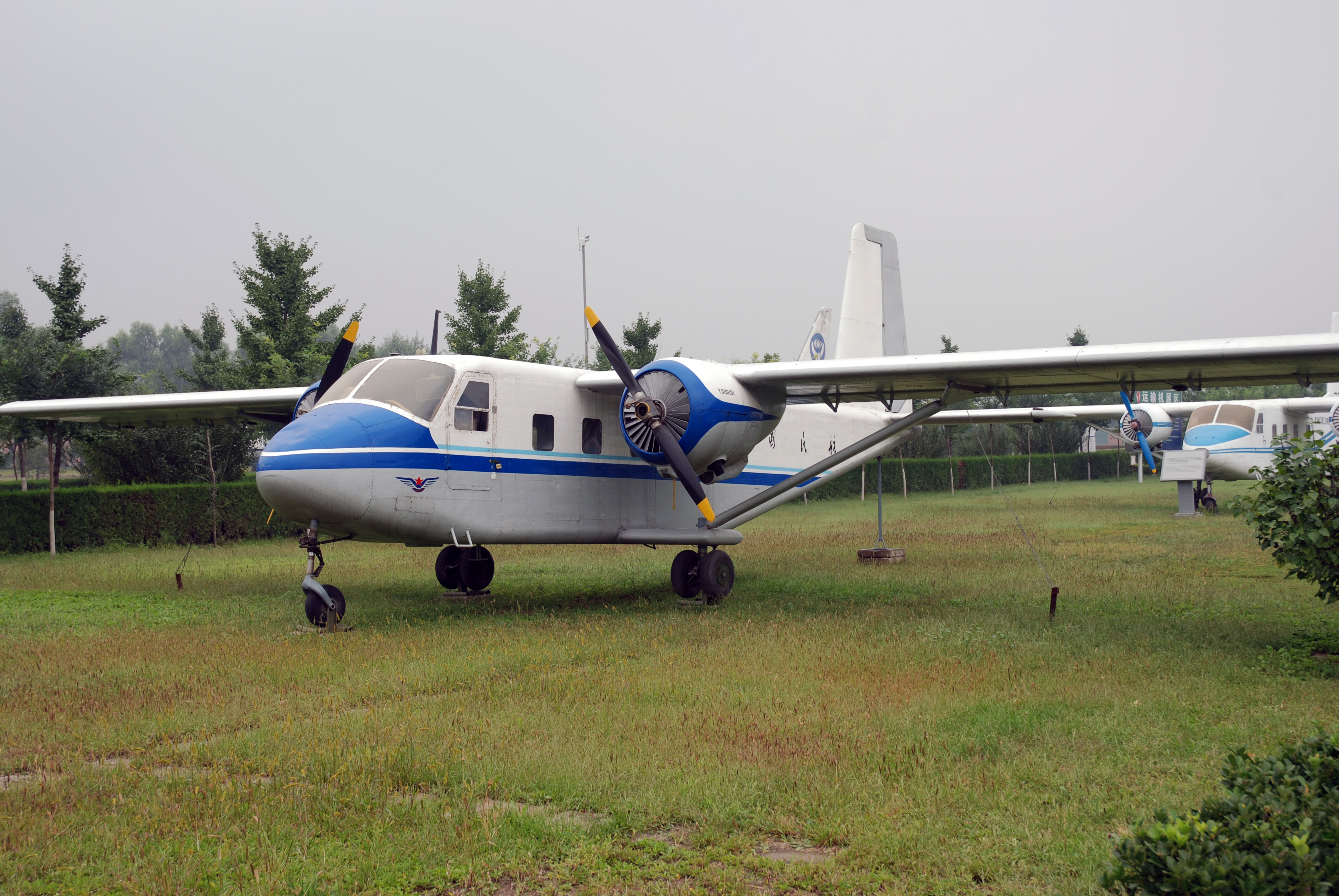
Harbin Y-11
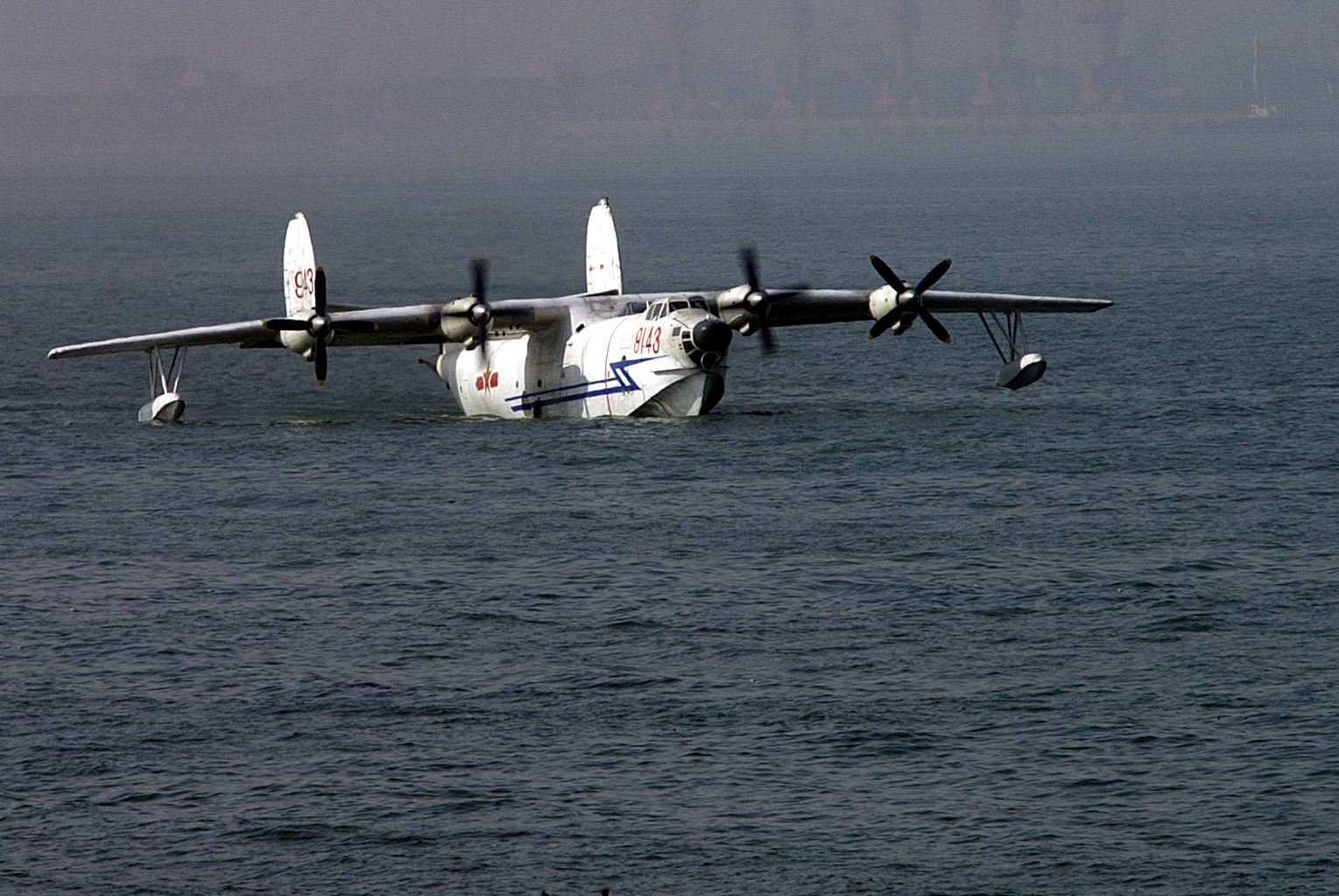
Harbin SH-5
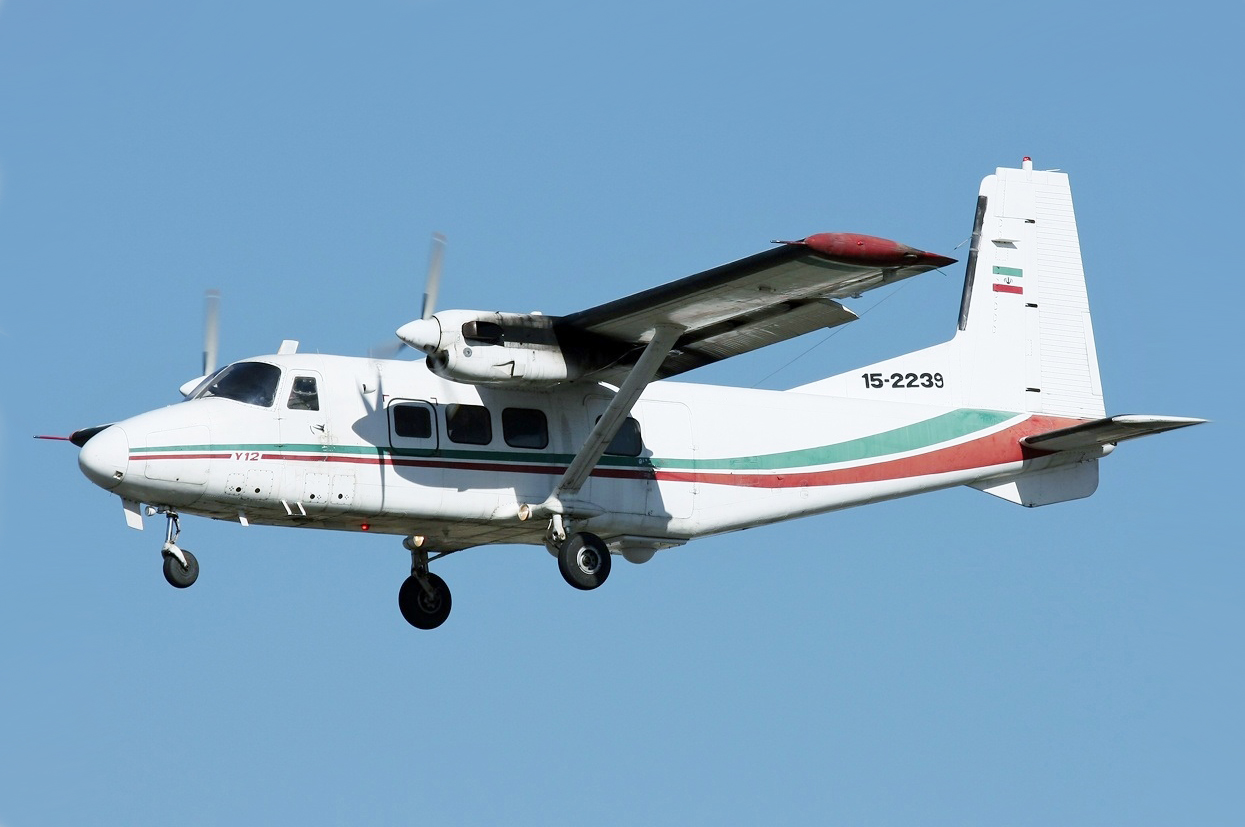
Harbin Y-12
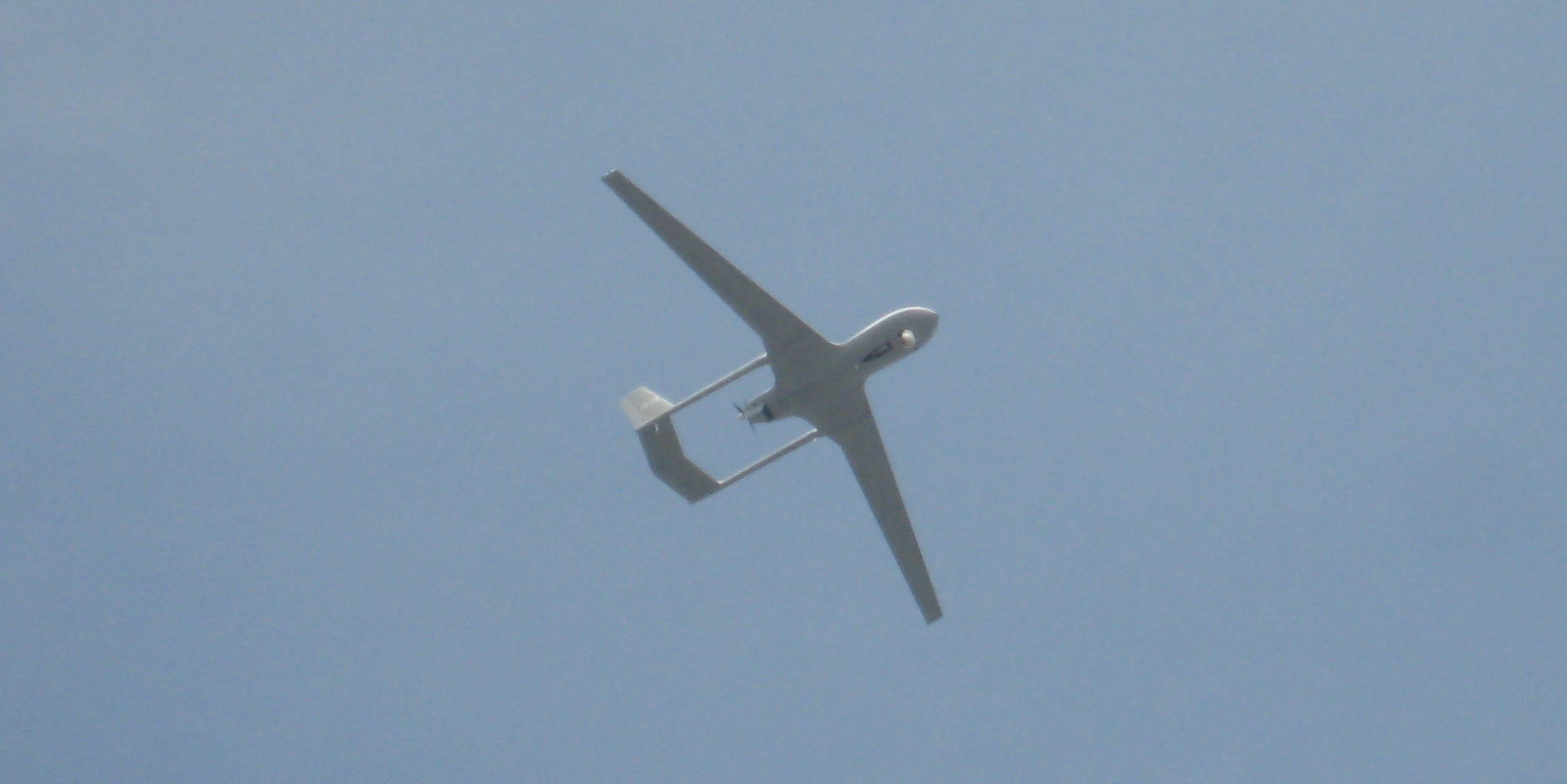
Harbin BZK-005

## Дочерние компании
Крупнейшим активом Harbin Aircraft Industry Group является дочерняя компания Avicopter PLC (бывшая Hafei Aviation Industry) — производитель лёгких самолетов, вертолётов и авиационно-космических компонентов, в том числе деталей для европейского концерна Airbus. Также Avicopter производит ударный БПЛА вертолетного типа AV-500W и беспилотный палубный вертолет AR-500B. Акции Avicopter PLC котируются на Шанхайской фондовой бирже.